# Hähnichen
Hähnichen település Németországban, azon belül Szászország tartományban. Lakosainak száma 1208 fő (2023. december 31.).

## Népesség
A település népességének változása:
| Lakosok száma | 1256 | 1249 | 1230 | 1230 | 1208 |
|               | 2017 | 2019 | 2021 | 2022 | 2023 |